# Stephen Rea
Stephen Rea, właśc. Graham Rea (ur. 31 października 1946 w Belfaście) − irlandzki aktor teatralny, filmowy i telewizyjny.

## Życiorys
Urodził się w Belfaście w Irlandii Północnej w rodzinie protestanckiej, popierającej jednak włączenie Północnej Irlandii do Republiki. Jego ojciec był kierowcą autobusu. Studiował literaturę angielską na Uniwersytecie Królowej (Queen’s University of Belfast) i dramat w Abbey Theatre School w Dublinie. 
Pod koniec lat 70. grał w Dublinie w zespole teatralnym Focus obok Gabriela Byrne’a i Colma Meaneya. W 1975 wystąpił na londyńskiej scenie National Theatre w spektaklu The Playboy of the Western World. W 1980, wspólnie z dramatopisarzem Brianem Frielem, założył własny teatr Field Day (Field Day Theatre Company). W ramach tego projektu współpracował także z wybitnym poetą, noblistą Seamusem Heaneyem. W latach 1992–1993 grał rolę walczącego o zachowanie człowieczeństwa irlandzkiego dziennikarza Edwarda, przetrzymywanego latami przez nieuchwytnych oprawców, w dramacie Someone Who'll Watch Over Me, za którą był nominowany do nagrody Tony.
Przez wiele lat występował w produkcjach telewizyjnych, jednak pierwszą poważną rolę kinową zagrał dopiero w dramacie Neila Jordana Angel (1982). Od tego momentu stał się „etatowym” aktorem Jordana, grając w jego filmach: Towarzystwo wilków (1984), Michael Collins (1996) czy Chłopak rzeźnika (1997), a kreacja Fergusa w dramacie sensacyjnym Jordana Gra pozorów (1992) przyniosła mu nie tylko ogólnoświatową popularność, ale także nominację do Oscara. 
Często występuje także w produkcjach amerykańskich i brytyjskich, w tym w komedii Złe zachowanie (Bad Behavior, 1993), Księżniczka Caraboo (1994) z Phoebe Cates, Prêt-à-Porter (1994), Wywiad z wampirem (1994) i V jak vendetta (2006), adaptacji komiksu Alana Moore’a o tym samym tytule.
Przez dwadzieścia lat (1983-2003) był mężem bojowniczki IRA Dolours Price, w latach 70. skazanej na karę więzienia za udział w zamachu bombowym. Z tego małżeństwa ma troje dzieci: dwóch synów – Danny’ego (ur. 1988) i Oscara (ur. 1990) oraz córkę.

## Filmografia (wybór)
Filmy:
- Angel (1982)
- Towarzystwo wilków (The Company of Wolves 1984)
- Życie jest słodkie (Life Is Sweet 1990)
- Gra pozorów (The Crying Game 1992)
- Wywiad z wampirem (Interview with the Vampire 1994)
- Prêt-à-Porter (1994)
- Obywatel X (Citizen X 1995)
- Michael Collins (1996)
- Ostatnie takie lato (1996)
- Chłopak rzeźnika (The Butcher Boy 1997)
- Ginewra (Guinevere 1999)
- Koniec romansu (The End of the Affair 1999)
- Moje ja (The I inside 2003)
- Śniadanie na Plutonie (Breakfast on Pluto 2005)
- V jak Vendetta (V for Vendetta 2006)
- Nic osobistego (Nothing Personal 2009)
- Ondine (Ondine 2010)
- Underworld Przebudzenie (Underworld Awakening 2012)
- Przychodzą z ciemności (Out of the Dark 2014)
- Black 47 (2018)
- Greta (2018)
- Nightride (2021)

Seriale:
- I Didn't Know You Cared (1975-1976)
- Armadillo (2001)
- Single-Handed (2007)
- Ojciec i syn (Father & Son 2009)
- Na granicy cienia (The Shadow Line 2011)
- Uczciwa kobieta (The Honourable Woman 2014)
- Dickensiada (Dickensian 2015)
- Wojna i pokój (War&Peace 2016)
- Odpowiednik (Counterpart 2018)
- Z krwi i kości (Flesh and Blood 2018)
- The Stranger (2020)